# Ebersberg (Webserie)
Ebersberg ist eine deutsche Horrorserie, die von Manuel Weiss entwickelt wurde. Sie basiert auf der existierenden Legende der weißen Frau von Ebersberg, die ihr Unwesen im Ebersberger Forst auf der Höhe der Hubertuskapelle treiben soll.
Die Erstausstrahlung der ersten Staffel begann in Deutschland am 13. Februar 2015 via Youtube und später Amazon Prime Video. Derzeit umfasst die Serie zwei Staffeln. In der Nacht auf den 6. Februar 2022 wurden beide Staffeln nonstop im Bayerischen Fernsehen ausgestrahlt.

## Handlung
Das zentrale Handlungselement der Serie ist die Legende der weißen Frau und die Suche nach ihrem Unfallverursacher.

### Staffel 1
Der getrennt lebende Familienvater Andreas bestreitet seinen Lebensunterhalt als Youtuber und produziert für seinen Kanal „ParaSight“ Clips über Geistergeschichten. Im wahren Leben glaubt er weniger an übernatürliche Erscheinungen. Sein neues Projekt führt ihn tief in den Ebersberger Forst. Hier spukt der Legende nach eine „weiße Frau“ auf der Höhe der Hubertuskapelle. Gemeinsam mit seinem Freund und Aushilfskameramann Max versucht er ein paranormales Phänomen auf Video einzufangen. Am Anfang läuft es wie immer, bis urplötzlich die Alarmanlage von Andis Auto anspringt. Irritiert verlassen sie den gruseligen Ort. Nichtsahnend, dass sie nie alleine waren… 

### Staffel 2
Kommissar Moser wird der seltsame Fall um einen Unfalltoten, eine ermordete Frau und ein junges, verstörtes Mädchen zugeteilt. Die Befragung des Kindes gibt keinen Aufschluss, da es unentwegt von einer unheimlichen Frau aus dem Wald berichtet. Als rationaler Ermittler hält Moser nichts von Spuk und Geistern. Doch die Videokamera des verunglückten Andi bringt eine schaurige Wendung.

## Hintergrund
Ebersberg war das erste große Projekt von Regisseur, Produzent und Autor Manuel Weiss. Die komplette Produktion der ersten Staffel entstand auf No-Budget-Ebene mit dem Ziel etwas Aufregendes und in bayerischen Gefilden auch Neuartiges zu kreieren. Durch die Facebook- und YouTube-Seiten der Serie konnte die erste Staffel schnell an Reichweite und Fans gewinnen. Die Serie ist eine düster gehaltene Geistergeschichte mit Augenzwinkern. Der Look ist trotz des geringen Budgets angelehnt an amerikanische Filme wie Conjuring oder Insidious. Gedreht wurde in München und Umgebung. Die Hauptdreharbeiten zu Staffel 1 umfassten 17 Drehtage für insgesamt 55 Minuten Film, verteilt auf 4 Folgen. Das Drehbuch wurde über mehrere Jahre hinweg immer wieder umgeschrieben. Die Vorproduktion inklusive u. a. Casting, Locationsuche, Requisitenbeschaffung dauerte 4 Monate. Der Dreh und die Postproduktion erfolgten stets zwischen den Veröffentlichungen der Folgen. Dadurch entstand ein Releaseabstand von jeweils einem Monat zwischen den Einzelfolgen. Durch den Erfolg von Staffel 1 wurde das Team ermuntert, eine Fortsetzung der Geschichte zu inszenieren. Im Sommer 2016 schrieb Manuel Weiss für 3 Monate am ca. 100-seitigen Drehbuch für weitere 4 Folgen. Dieses Mal wurde die Spielzeit aller Folgen auf eine Gesamtlänge von ca. 80 Minuten (später 99 Min.) geschätzt. Mit den FilmFernsehFonds Bayern und der Kreissparkasse München Starnberg Ebersberg wurden zwei Finanzierungspartner gefunden, was dazu führte, dass bei der zweiten Staffel mehr Locations, Darsteller, Effekte und Spielzeit möglich wurden. Unter anderem wirkten in der zweiten Staffel die Schauspieler Markus Langer und Winfried Frey mit. Nach 22 Drehtagen mit der Main Unit wurden die Dreharbeiten im August 2017 beendet und am 7. Oktober 2017 feierten alle 4 Folgen in Spielfilmlänge ihre Premiere im Kino der Hochschule für Fernsehen und Film München. 2020 erschien ein Mood bzw. Pitchtrailer zur dritten Staffel. Damit sollen mögliche Produzenten für eine Umsetzung der dritten Staffel gefunden werden.

## Festivals
Ebersberg wurde auf ca. 15 internationalen und nationalen Festivals in den Wettbewerb aufgenommen. Darunter waren Kinoscreenings auf der Genrenale Berlin, dem Berlin Webfest, Wendie Webfest Hamburg, LA Webfest (April 2018), UK Webfest. Des Weiteren wurde Ebersberg als beste Webserie beim Monkey Tree Bread Festival ausgezeichnet und gewann auf dem Berlin Webfest die Greencard zum LA Webfest 2018. Beim Miami Independent Film Festival wurde die erste Staffel im Januar 2017 ebenfalls zur besten Webserie gewählt. Auf dem UK Webfest wurde Ebersberg für die beste Webserie international nominiert. Staffel 2 war 2018 beim Snowdance Independent Film Festival, LA Webfest und der Seriale zu erleben.